# Roland Fidezius
 Roland Fidezius  (Wuppertal, 1972) is een Duitse jazzmuzikant die contrabas en basgitaar speelt.

## Biografie
Fidezius begon als autodidact, later had hij les van Christoph Stowasser, Jan Kazda en Michael Schürmann. Hij studeerde aan de Universität der Künste Berlin (bij o.a. Sigi Busch, David Friedman, Jerry Granelli, Kirk Nurock, Denney Goodhew, Peter Weniger, Till Brönner en Frank Möbus). Hij werkte vanaf het begin van de 21ste eeuw in de Duitse jazzscene, o.a. met de groep Rob Bauer Consort (waarmee hij in 2003 zijn eerste opnames maakte). Met zijn groep Odd Shots (met Richard Koch, Benjamin Weidekamp, Rudi Fischerlehner) kwam hij in 2004 met zijn album Oscar + Emma (Konnex Records). In 2005 en 2006 kreeg hij beurzen van de stad Berlijn, voor een studie in New York en opnames met de band Die Dreckigen Drei. In de jaren erna was hij lid van de groepen van Loren Hargassner (Diversityville 2007, Vitality 2011) en Peter van Huffel (Gorilla Mask). Verder speelde hij bij Benedikt Joch (Conspiracy, 2008), Christian Krischkowsky, Marcus Klossek Electric Trio en in So Weiss (met Kristiina Tuomi en Susanne Folk) en The Occasional Trio (met Simon Vincent, Rudi Fischerlehner). Met Vincent vormde hij het duo MAC 'n BASS. Hij is verder te horen op albums van Benedikt Jahnel, Tom Van Hasselt en Sublimation Orchestra.